# Asian Celebration
《Asian Celebration》（アジアン セレブレイション）是日本的女子偶像組合Berryz工房的第31張单曲，在2013年3月13日由PICCOLO TOWN发售。

## 概要
- 「Asian Celebration」是電影「光之美少女 All Stars New Stage2 心之朋友」的應援歌曲。
- B面曲「I like a picnic」是泰國歌手Thongchai McIntyre的歌曲《Gaud-gun》的日語版本。
- 此單曲有5個版本，分別有「初回生產限定盤A - D」和「CD ONLY」。「初回生產限定盤A - C」收錄了「Asian Celebration」的PV和Making。
- 「初回生產限定盤A 和 C」和「通常盤」收錄了B面曲《世界上最重要的人》；「初回生產限定盤B 和 D」收錄了B面曲《I like a picnic》。
- 在3月25日於公信榜单曲週排行榜取得第8位。

## 收錄内容

### CD（初回生產限定盤A 、 C 、 CD ONLY）
CD
1. Asian Celebration
（作詞、作曲：淳君 編曲：平田祥一郎）
2. 世界上最重要的人（世界で一番大切な人）
（作詞、作曲：淳君  編曲：渡辺泰司）
3. Asian Celebration (Instrumental)

### CD（初回生產限定盤B 、 D）
CD
1. Asian Celebration
2. I like a picnic
（作詞：Aunnop Chansuta、日本語詞：淳君、作曲：Apisit Opasaimlikit、編曲：AKIRA）
3. Asian Celebration (Instrumental)

### DVD（初回生產限定盤A）
1. Asian Celebration（Music Video）
2. Asian Celebration（Dance Shot Ver.）

### DVD（初回生產限定盤B）
1. Asian Celebration（Music Video）
2. Asian Celebration（Dance Shot Ver. II）

### DVD（初回生產限定盤C）
1. Asian Celebration（Music Video）
2. Asian Celebration（Making）